# Euxanthinsäure

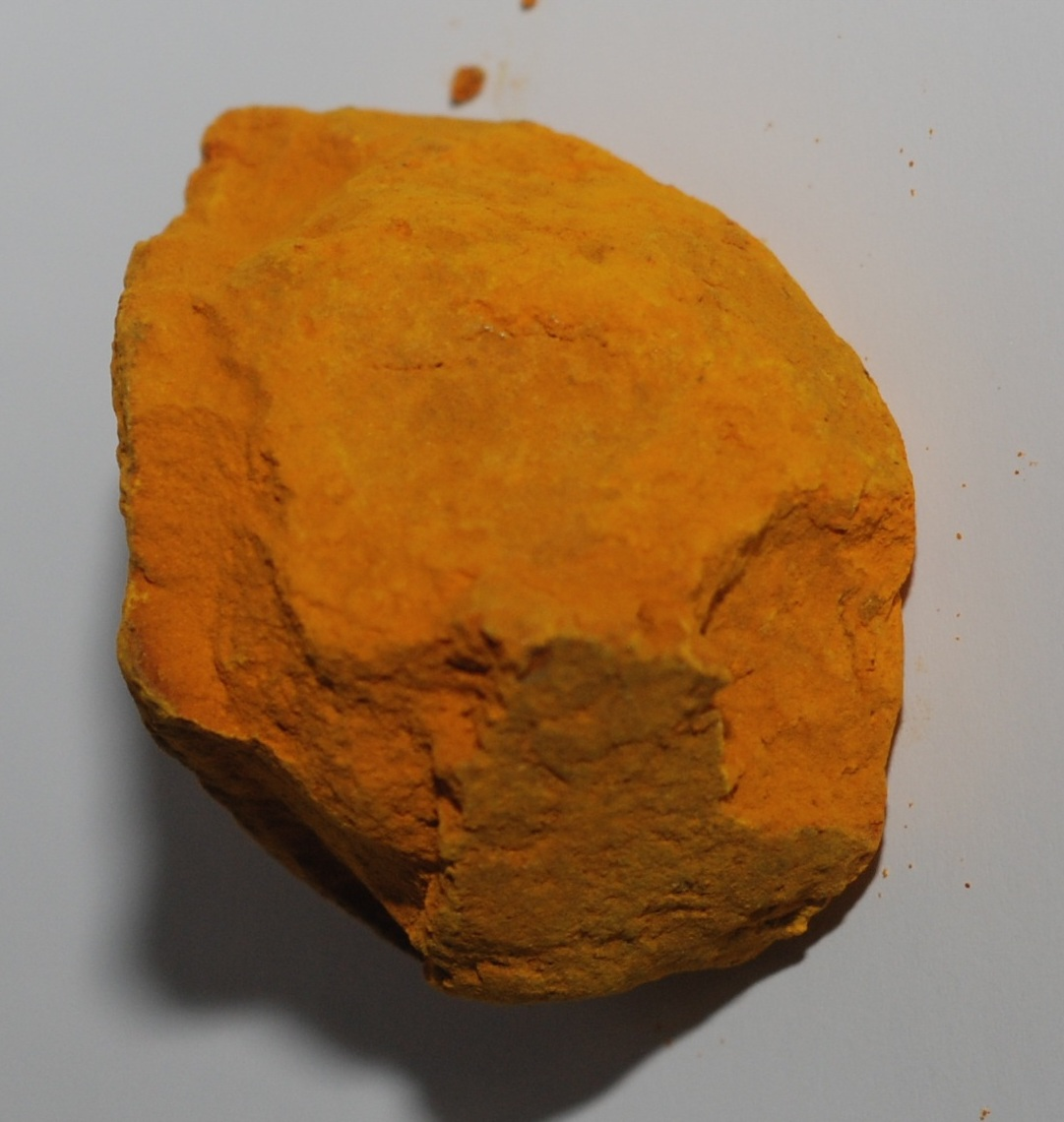
Indischgelb aus der Historischen Farbstoffsammlung in Dresden

Euxanthinsäure ist eine chemische Verbindung aus der Gruppe der Xanthin-Glucuronoside. Das Calcium-/Magnesiumsalz der Euxanthinsäure wird als Indischgelb bezeichnet und ist ein Naturfarbstoff, der über Jahrhunderte in der südasiatischen Malerei Verwendung fand. Chemisch handelt es sich um ein verlacktes Xanthen-Glucoronosid. Im Colour Index wird Indischgelb unter der Nummer C.I. Natural Yellow 20 geführt. Der Farbstoff ist nicht mehr im Handel.

## Herkunft und Gewinnung
Echtes Indischgelb ist ein Produkt des tierischen Stoffwechsels. Man gewann es aus dem Harn indischer Kühe. Diese wurden bei reduzierter Flüssigkeitszufuhr mit Mangobaumblättern (Mangifera indica, Anacardiaceae) gefüttert. Aufgrund pathologischer Stoffwechselprozesse und Nährstoffmangel schieden die Tiere einen intensiv gefärbten Urin aus. Man konzentrierte diesen durch Erhitzen auf, wobei sich der gelbe Farbstoff abschied. Dieser wurde abgepresst und zu Kugeln geformt. In den Handel gelangte das Indischgelb aus Ostindien dann in Form großer Kugeln, den sogenannten Piuri (bengali: পিউরি). Die Ausbeute betrug etwa 50 g Piuri pro Tag und Kuh.
Anordnungen der indischen Verwaltung untersagten gegen Ende des neunzehnten Jahrhunderts die Fütterung der Kühe mit Mangoblättern. Mit Beginn des 20. Jahrhunderts verschwand der Farbstoff aus Tierschutzgründen vom Markt.

## Inhaltsstoffe von Piuri
Der Farbstoff Indischgelb ist ein Magnesium/Calcium-Farblack der Euxanthinsäure. Euxanthinsäure ist ein Glycosid der Glucuronsäure und Euxanthon (1,7-Dihydroxy-9H-xanthen-9-on). Es gehört somit zur Reihe der Xanthenfarbstoffe. Gute Qualitäten von Piuri enthielten ≈65 % Farblack, schlechte nur ≈35 %. In schlechten Qualitäten lag überwiegend das Hydrolysat Euxanthon vor.

## Verwendung
Das echte Indischgelb wurde historisch primär als Aquarellfarbe verwendet; es fand aber auch in der Ölmalerei Anwendung als Lasurfarbe. Es war in der Zeit der Mogul-Periode (16. bis 19. Jahrhundert) ein beliebtes Gelbpigment der Kunstmalerei in Indien. Es wurden nennenswerte Mengen nach Europa exportiert; dennoch finden sich nur wenige Quellen für die Verwendung in der europäischen Kunstmalerei. Dagegen konnte auf vielen asiatischen Papiermalereien aus dem genannten Zeitraum Indischgelb nachgewiesen werden.

## Nachweis
Den einfachsten Hinweis auf die Verwendung von Indischgelb erhält man durch Betrachtung des Kunstobjektes im UV-Licht. Angeregt mit langwelligem UV-Licht (365 nm) zeigt dieses eine intensiv-gelbe Fluoreszenz. Damit wurde die Verwendung von Indischgelb in Gelb-, Grün- und Orange-Nuancen in südasiatischen, speziell indischen, Miniatur-Malereien aus der Zeit vor und um 1900 nachgewiesen. In neueren Miniaturen fehlt diese typische Fluoreszenz. Einen weiteren Hinweis kann man durch Nachweis des Mg2+ mit Chinalizarin erhalten (Erfassungsgrenze < 1 ng). Ein sicherer Nachweis erfolgt mittels IR-Spektroskopie.

## Coloristik
Indischgelb erzeugt ein dunkles, tiefes und warmes rötliches Gelb. Der Originalton ist aufgrund der hohen Farbsättigung im Monitor-Gamut nicht darstellbar. Es ist rötlicher als das natürliche Siena, aber viel farbtiefer, dick aufgetragen wirkt es bräunlich. Der Farbton steht zwischen Butterblumengelb und Safrangelb.

## Ersatzfarbstoffe
Heute ist das echte Indischgelb weitgehend durch synthetische Farbstoffe aus der Gruppe der Azofarbstoffe/Indanthrengelb® der BASF oder durch Cobaltgelb (siehe Kaliumhexanitrocobaltat) ersetzt. Eine natürliche Quelle für einen Farbstoff entsprechender Nuance ist die Luteolin enthaltende Färberpflanze Wau (Reseda luteola).

## Unechtes Indischgelb
Als Unechtes Indischgelb wird ein Nitrierungsprodukt von Tropäolin bezeichnet.